# Patrimoni dell'umanità dell'Indonesia
I patrimoni dell'umanità dell'Indonesia sono i siti dichiarati dall'UNESCO come patrimonio dell'umanità in Indonesia, che è divenuta parte contraente della Convenzione sul patrimonio dell'umanità il 6 luglio 1989.
Al 2023 i siti iscritti nella Lista dei patrimoni dell'umanità sono dieci, mentre diciannove sono le candidature per nuove iscrizioni. I primi quattro siti iscritti nella lista sono stati nel 1991 i complessi del tempio di Borobudur, i complessi del tempio di Prambanan, il Parco nazionale di Komodo e il Parco nazionale di Ujung Kulon, durante la quindicesima sessione del comitato del patrimonio mondiale. Gli altri siti furono aggiunti nel 1996, 1999, 2004, 2012, 2019 e 2023. Sei siti sono considerati culturali, secondo i criteri di selezione, e quattro naturali. Un sito, il patrimonio della foresta tropicale di Sumatra, è stato iscritto nella Lista dei patrimoni dell'umanità in pericolo il 22 giugno 2011, a causa dei rischi causati da bracconaggio, disboscamento illegale, espansione delle colture e costruzione di strade.

## Siti del Patrimonio mondiale
| Foto | Sito | Luogo                                                                                            | Tipo                             | Anno | Descrizione |
| ---- | --- | ------------------------------------------------------------------------------------------------ | -------------------------------- | ---- | --- |
|      | Complessi del tempio di Borobudur                                                                                 | Reggenza di Magelang                                                                             | Culturale (592; i, ii, vi)       | 1991 | Questo famoso tempio buddista, risalente all'VIII e al IX secolo, si trova nel centro di Giava. Fu costruito su tre ordini: una base piramidale con cinque terrazze quadrate concentriche, il tronco di un cono con tre piattaforme circolari e, alla sommità, uno stupa monumentale. Le pareti e le balaustre sono decorate con raffinati bassorilievi, per una superficie totale di 2 500 m². Intorno alle piattaforme circolari ci sono 72 stupa traforati, ciascuno contenente una statua del Buddha. Il monumento è stato restaurato con l'aiuto dell'UNESCO negli anni '70. |
|      | Parco nazionale di Ujung Kulon                                                                                    | Reggenza di Pandeglang                                                                           | Naturale (608; vii, x)           | 1991 | Questo parco nazionale, situato nell'estrema punta sud-occidentale di Giava sulla piattaforma della Sonda, comprende la penisola di Ujung Kulon e diverse isole al largo e comprende la riserva naturale di Krakatoa. Oltre alla sua bellezza naturale e all'interesse geologico, in particolare per lo studio dei vulcani interni, contiene la più grande area rimasta di foreste pluviali di pianura di Giava. Vi si trovano diverse specie di piante e animali in via di estinzione, tra cui il rinoceronte di Giava è il più gravemente minacciato. |
|      | Parco nazionale di Komodo                                                                                         | Reggenza di Manggarai Occidentale                                                                | Naturale (609; vii, x)           | 1991 | Queste isole vulcaniche sono abitate da una popolazione di circa 5700 lucertole giganti, il cui aspetto e comportamento aggressivo le hanno portate a essere chiamate "draghi di Komodo". Non esistono in nessun'altra parte del mondo e sono di grande interesse per gli scienziati che studiano la teoria dell'evoluzione. Le aspre colline della savana secca e le sacche di vegetazione verde spinosa contrastano nettamente con le brillanti spiagge di sabbia bianca e le acque blu che si innalzano sul corallo. |
|      | Complessi del tempio di Prambanan                                                                                 | Reggenza di Klaten, Reggenza di Sleman                                                           | Culturale (642; i, iv)           | 1991 | Costruito nel X secolo, questo è il più grande complesso di templi dedicato a Shiva in Indonesia. Al di sopra del centro dell'ultimo di questi quadrati concentrici si innalzano tre templi decorati con rilievi che illustrano l'epopea del Ramayana, dedicati alle tre grandi divinità indù (Shiva, Visnù e Brahma) e tre templi dedicati agli animali che li servono. |
|      | Sito dei primi uomini di Sangiran                                                                                 | Reggenza di Sragen                                                                               | Culturale (593; iii, vi)         | 1996 | Gli scavi condotti qui dal 1936 al 1941 hanno portato alla scoperta del primo fossile di ominide in questo sito. In seguito furono trovati 50 fossili di Meganthropus paleo e Pithecanthropus erectus/Homo erectus, la metà di tutti i fossili di ominidi conosciuti al mondo. Abitato da un milione e mezzo di anni, Sangiran è uno dei siti chiave per la comprensione dell'evoluzione umana. |
|      | Parco nazionale di Lorentz                                                                                        | Papua                                                                                            | Naturale (955; viii, ix, x)      | 1999 | Il Parco nazionale di Lorentz (2,35 milioni di ettari) è la più grande area protetta del sud-est asiatico. È l'unica area protetta al mondo a incorporare un'area di transizione continua e intatta dal manto nevoso all'ambiente marino tropicale, comprese le vaste zone umide di pianura. Situata nel punto di incontro di due placche continentali in collisione, l'area ha una geologia complessa con formazione di montagne in corso e importanti forme di erosione dovute alla glaciazione. L'area contiene anche siti fossili che forniscono prove dell'evoluzione della vita in Nuova Guinea, un alto livello di endemismo e il più alto livello di biodiversità nella regione. |
|      | Patrimonio della foresta tropicale di Sumatra                                                                     | Aceh, Bengkulu, Jambi, Lampung, Sumatra Meridionale, Sumatra Occidentale, Sumatra Settentrionale | Naturale (1167; vii, ix, x)      | 2004 | Il sito di 2,5 milioni di ettari del patrimonio della foresta pluviale tropicale di Sumatra comprende tre parchi nazionali: il Parco nazionale Gunung Leuser, il Parco nazionale di Kerinci Seblat e il Parco nazionale Bukit Barisan Selatan. Il sito detiene il più grande potenziale per la conservazione a lungo termine del biota distintivo e diversificato di Sumatra, comprese molte specie in via di estinzione. L'area protetta ospita circa 10 000 specie vegetali, tra cui 17 generi endemici, più di 200 specie di mammiferi e circa 580 specie di uccelli di cui 465 residenti e 21 endemiche. Delle specie di mammiferi, 22 sono asiatiche, non presenti altrove nell'arcipelago e 15 sono confinate nella regione indonesiana, compreso l'endemico orango di Sumatra. Il sito fornisce anche testimonianze biogeografiche dell'evoluzione dell'isola. |
|      | Paesaggio culturale della provincia di Bali: il sistema Subak come manifestazione della filosofia Tri Hita Karana | Bali                                                                                             | Culturale (1194; ii, iii, v, vi) | 2012 | Il paesaggio culturale di Bali è costituito da cinque terrazzamenti di riso e dai loro templi d'acqua che coprono 19 500 ettari. I templi sono il fulcro di un sistema cooperativo di gestione dell'acqua di canali e dighe, noto come subak, che risale al IX secolo. Incluso nel paesaggio è il tempio reale dell'acqua del XVIII secolo di Pura Taman Ayun, l'edificio architettonico più grande e imponente del suo genere sull'isola. Il subak riflette il concetto filosofico di Tri Hita Karana, che riunisce i regni dello spirito, il mondo umano e la natura. Questa filosofia è nata dallo scambio culturale tra Bali e l'India negli ultimi 2000 anni e ha plasmato il paesaggio di Bali. Il sistema subak di pratiche agricole democratiche ed egualitarie ha permesso ai balinesi di diventare i coltivatori di riso più prolifici dell'arcipelago nonostante la sfida di sostenere una densa popolazione.                                                                                                |
|      | Patrimonio della miniera di carbone di Ombilin a Sawahlunto                                                       | Sawahlunto                                                                                       | Culturale (1610; ii, iv)         | 2019 | Costruito per l'estrazione, la lavorazione e il trasporto di carbone di alta qualità in una regione inaccessibile di Sumatra, questo sito industriale è stato sviluppato dal governo delle Indie orientali olandesi nel periodo di industrializzazione mondiale dalla fine del XIX all'inizio del XX secolo. La forza lavoro è stata reclutata tra le persone locali di Minangkabau e integrata da lavoratori a contratto giavanesi e cinesi e lavoratori detenuti dalle aree controllate dai Paesi Bassi. Comprende il sito minerario e la città aziendale, gli impianti di stoccaggio del carbone nel porto di Emmahaven e la rete ferroviaria che collega le miniere alle strutture costiere. Il patrimonio della miniera di carbone di Ombilin è stato costruito come un sistema integrato che ha consentito l'estrazione in profondità, la lavorazione, il trasporto e la spedizione del carbone. È anche un'eccezionale testimonianza di scambio e fusione tra conoscenze e pratiche locali e tecnologia europea. |
|      | Asse cosmologico di Yogyakarta e suoi monumenti storici                                                           | Yogyakarta                                                                                       | Culturale (1671; ii, iii)        | 2023 | L'asse centrale di Yogyakarta fu fondato nel XVIII secolo dal sultano Mangkubumi e da quel momento continuò come centro del governo e delle tradizioni culturali giavanesi. L'asse nord-sud di sei chilometri è posizionato per collegare il Monte Merapi e l'Oceano Indiano, con il Kraton (palazzo) al centro e i principali monumenti culturali lungo l'asse a nord e a sud che sono collegati tramite rituali. Incarna le credenze chiave sul cosmo nella cultura giavanese, inclusa la marcatura dei cicli della vita. |

## Siti candidati
| Foto | Sito | Luogo                                                                                            | Tipo                              | Anno       | Descrizione |
| ---- | --- | ------------------------------------------------------------------------------------------------ | --------------------------------- | ---------- | --- |
|      | Parco nazionale di Betung Kerihun (Patrimonio transfrontaliero della foresta pluviale del Borneo)         | Reggenza di Kapuas Hulu                                                                          | Naturale (1871; viii, ix, x)      | 02/02/2004 | Il Parco nazionale di Betung Kerihun copre un'area di 800 000 ettari e confina con il Santuario della fauna selvatica di Lanjak Entimau di 200 000 ettari a Sarawak, in Malaysia; insieme, le due aree protette formano uno dei primi parchi transfrontalieri del sud-est asiatico. La topografia dell'area del parco varia da altitudini di pianura a circa 200 m slm a montagne alte quasi 2000 m slm. Il sito funge da importante bacino idrografico: tre dei grandi fiumi del Borneo, Rejang e Lupar nel Sarawak e il fiume Kapuas nel Kalimantan, in Indonesia, hanno le loro origini qui. Gli otto tipi di ecosistemi forestali del parco forniscono habitat per la preziosa biodiversità del Borneo.                                                                                        |
|      | Parco nazionale di Bunaken                                                                                | Sulawesi Settentrionale                                                                          | Naturale (2002; vii, viii, ix, x) | 07/02/2005 | Questa parte del Sulawesi Settentrionale ha subito più fasi geologiche. È considerato un continente "giovane" di 5-24 milioni di anni che ha subito un vulcanismo esplosivo più recente (da 1,5 a 5 milioni di anni fa) che ha portato alla formazione del tufo vulcanico che caratterizza la topografia esistente. L'unicità di Bunaken e della più ampia area del Sulawesi Settentrionale è la sua densità di biodiversità nelle immediate vicinanze di una parte crescente e popolosa dell'Indonesia. |
|      | Isole Raja Ampat                                                                                          | Reggenza di Raja Ampat, Reggenza di Sorong                                                       | Naturale (2003; vii, x)           | 07/02/2005 | Le isole Raja Ampat, situate vicino alla costa nord-occidentale di Papua, sono costituite da circa 1500 isole, tra cui diverse grandi isole montuose, le più grandi delle quali sono Waigeo, Batanta, Salawati e Misool. La stragrande maggioranza dell'arcipelago poggia sulla piattaforma di Sahul. L'ampia distribuzione di piccole isole lungo il bordo della piattaforma crea un forte gradiente da acque limpide con condizioni oceaniche aperte a baie riparate e torbide, circondate da formazioni di calcare carsico. |
|      | Parco nazionale di Taka Bonerate                                                                          | Reggenza delle Isole Selayar                                                                     | Naturale (2005; vii, viii, ix, x) | 07/02/2005 | Il Parco nazionale di Taka Bonerate ospita il terzo atollo più grande del mondo dopo Kwajifein nelle Isole Marshall e Suvadiva nelle Maldive. L'area totale dell'atollo è di circa 220 000 ettari con barriere coralline che si estendono su 500 km². Il parco nazionale comprende un'area di 530 765 ettari. Il nome Taka Bonerate in qualche modo ha il significato di "corallo ammucchiato sulla sabbia". Ci sono 15 isole nel Parco nazionale di Taka Bonerate dove i visitatori possono fare immersioni, snorkeling e tour marini. |
|      | Parco nazionale di Wakatobi                                                                               | Reggenza di Wakatobi                                                                             | Naturale (2006; vii, viii, ix, x) | 07/02/2005 | Il Parco nazionale di Wakatobi ha un potenziale di risorse marine molto alto, sia in termini di specie che di unicità, con incantevoli paesaggi sottomarini. In termini morfologici, le acque marine del parco iniziano generalmente pianeggianti e poi digradano verso il mare, con alcuni tratti a strapiombo. La profondità dell'acqua varia: le parti più profonde raggiungono i 1044 metri con sabbia e corallo sul fondo. Questo parco ha 25 catene di barriere coralline e la circonferenza totale delle isole coralline è di 600 km. |
|      | Isole Derawan                                                                                             | Reggenza di Berau                                                                                | Naturale (2007; x)                | 07/02/2005 | Estesa per oltre 100 miglia lungo la costa del Kalimantan Orientale, la catena di isole Derawan è una delle aree biologicamente più ricche di tutta l'Indonesia. Qui l'acqua del fiume Berau mescolandosi con il mare di Sulawesi ha creato un paesaggio marino unico caratterizzato da un ampio delta del fiume che porta a gruppi sparsi di barriere coralline, banchi di coralli affioranti e atolli. |
|      | Insediamenti tradizionali di Tana Toraja                                                                  | Reggenza di Tana Toraja                                                                          | Culturale (5462; iv, v, vi)       | 06/10/2009 | La candidatura degli insediamenti tradizionali di Tana Toraja consiste di 10 siti che sono dispersi nella Reggenza di Tana Toraja. Tradizionalmente, un insediamento Toraja è costituito da un complesso di case (tongkonan) e granai (alangs), sepolture (liang), terreni cerimoniali con menhir (rante), risaie, foreste di bambù e pascoli per bufali e maiali. |
|      | Sito di Bawomataluo                                                                                       | Bawomataluo                                                                                      | Culturale (5463; i, iv, vi)       | 06/10/2009 | Questo kampong è situato sulle alture delle colline ed è relativamente al sicuro da qualsiasi minaccia di tsunami, nonostante abbia una distanza di soli 4 chilometri dalla riva del mare. Per entrare in questo complesso residenziale, si deve percorrere una scala in cemento che ricorda una tomba a terrazze con 7 gradini nella prima parte e 70 gradini nella seconda. Le case si fronteggiano ad una distanza di 4 metri l'una dall'altra e al centro del complesso vi è un gruppo di pietre collocate in uno spazio aperto utilizzato per usi e rituali cerimoniali. La casa del capo o del re si trova nel lato sud-ovest ed è la più grande del complesso. |
|      | Sito composito di Muara Takus                                                                             | Muara Takus                                                                                      | Culturale (5464; i, iv, vi)       | 06/10/2009 | In passato, un insediamento umano era situato sul lato interno e sul lato settentrionale dell'ansa del fiume Kampar Kanan, ma più specificamente sul lato orientale del fiume. La ricerca sul sito di Muara Takus è stata condotta nel 1983 e ha portato alla mappatura dei siti degli antichi resti dell'argine, del complesso del tempio di Mahligai e di altre strutture antiche. |
|      | Complesso del tempio di Muaro Jambi                                                                       | Muaro Jambi                                                                                      | Culturale (5465; ii, iii, iv)     | 06/10/2009 | Nel complesso del tempio di Muaro Jambi, che copre un'area di 2062 ettari, c'erano almeno 82 rovine di antichi edifici in muratura. Sette di questi antichi templi sono stati sottoposti a un trattamento di conservazione intensivo; nel frattempo le strutture rimanenti sono ricoperte da vegetazione primaria e secondaria e circondate dalla piantagione della comunità locale di piante endemiche di Sumatra (piantate dalla popolazione locale conosciuta come Menapo). In base alle ricerche archeologiche e alle fonti storiche, il sito del complesso del tempio di Muaro Jambi era un tempo il centro per il culto e l'educazione della religione buddista nel periodo dell'antico regno Melayu nel VII - XIV secolo d.C..                                                              |
|      | Trowulan - antica capitale del regno Majapahit                                                            | Trowulan                                                                                         | Culturale (5466; i, v)            | 06/10/2009 | Il sito di Trowulan è l'unico sito cittadino ancora esistente dell'età classica Induista-Buddista in Indonesia. Il sito dell'ex capitale del regno di Majapahit fu costruito su terreni pianeggianti ai piedi di tre montagne, vale a dire il Penanggungan, il Welirang e il monte Anjasmara. Centinaia di migliaia di resti archeologici della città antica sono stati trovati nel sito di Trowulan sepolti nel sottosuolo e in superficie sotto forma di manufatti ed eco-fatti. |
|      | Siti di grotte preistoriche di Maros-Pangkep                                                              | Reggenza di Maros, Reggenza delle Isole Pangkajene                                               | Naturale (5467; ix)               | 06/10/2009 | In questa regione ci sono centinaia di grotte con stalattiti e stalagmiti, di cui 89 sono grotte che contengono pitture rupestri preistoriche, strumenti preistorici in pietra, rifiuti di cucina costituiti da conchiglie di antichi molluschi. L'area carsica di Maros-Pangkep copre una superficie di 43 750 ettari che comprende una zona mineraria di 20 000 ettari, mentre i restanti 23 750 ettari fanno parte dell'area di conservazione del Parco nazionale di Bantimurung-Bulusaraung. |
|      | Carso di Sangkulirang-Mangkalihat: area di arte rupestre preistorica                                      | Reggenza di Berau, Reggenza di Kutai Orientale                                                   | Culturale (6009; iii)             | 30/01/2015 | La proprietà contiene migliaia di dipinti di arte rupestre rossa e alcuni siti con incisioni situati in 35 siti in sette diverse aree montuose carsiche alla testa della penisola di Sangkulirang-Mangkalihat (Merabu, Batu Raya, Batu Gergaji, Batu Nyere, Batu Tutunambo, Batu Pengadan e Batu Tabalar). Nella penisola di Sangkulirang-Mangkalihat si trova più arte rupestre realizzata da cacciatori-raccoglitori che in qualsiasi altra parte del sud-est asiatico. Ciò sembra indicare che per migliaia di anni, da circa 5000 anni fa, quest'area fu un importante luogo di incontro nella parte meridionale delle migrazioni preaustronesiane e austronesiane. |
|      | Città vecchia di Giacarta (già vecchia Batavia) e quattro isole esterne (Onrust, Kelor, Cipir e Bidadari) | Giacarta                                                                                         | Culturale (6010; ii, iii, iv, v)  | 30/01/2015 | Situato alla foce del fiume Ciliwung nell'isola di Giava, il centro storico di Giacarta fu fondato dalla VOC nel 1619. Il suo piano urbanistico del XVII secolo fu completato nel 1650. Nel XVII e XVIII secolo la VOC governava da Batavia il più grande volume di scambi al mondo. Nessuna città coloniale costruita dalla VOC ha eguagliato la grandezza e la completezza (dal punto di vista dell'ingegneria militare e civile e degli elementi urbani) dell'urbanistica e dell'architettura olandesi di Batavia. La proprietà include la città del 1650 con 4 aree principali sui lati del fiume Ciliwung e le isole di Onrust, Kelor, Cipir e Bidadari con cantieri navali e forti. |
|      | Città vecchia di Semarang                                                                                 | Semarang                                                                                         | Culturale (6011; ii, iv)          | 30/01/2015 | Fondata nel XVII secolo, Kota Lama Semarang è una città coloniale assai ben conservata con notevoli testimonianze di importanti fasi storiche della civiltà umana - economica, politica e sociale. Nonostante sia oggi una metropoli tentacolare di 1,2 milioni di abitanti, il suo centro storico conserva un insieme di edifici con vari stili architettonici che vanno dallo stile medievale, al barocco e alla modernità. Il suo paesaggio urbano unico mostra uno sviluppo di una città fortificata che sta crescendo, trasformandosi in una città portuale internazionale e cosmopolita. |
|      | Insediamento tradizionale presso Nagari Sijunjung                                                         | Reggenza di Sijunjung                                                                            | Culturale (6059; iii, v)          | 30/01/2015 | La principale conformazione di questo insediamento tradizionale è in una posizione lineare, tra due grandi fiumi, Batang Sukam e Batang Kulampi. Il complesso di case tradizionali è circondato da colline, foreste, risaie e piantagioni. Ci sono 76 case in questa zona abitate da nove clan e dai loro clan subordinati. Le case tradizionali simboleggiano i clan matrilineari dei nagari, villaggi consuetudinari di Minangkabau. Si compone di risaie e piantagioni, cimiteri, moschee e madrasa-scuola islamica, mercato e balai adat (sala rituale). |
|      | Paesaggio storico e marino delle isole Banda                                                              | Isole Banda                                                                                      | Misto (6065; iv, vi, x)           | 30/01/2015 | Le isole Banda sono anche conosciute con il nome di "Isole delle spezie", poiché questo arcipelago era il luogo originale e unico della produzione di noce moscata e macis durante gli anni più prosperi della colonizzazione olandese, inglese e portoghese. Le Isole delle Spezie sono infatti un eccezionale esempio delle prime conquiste della storia coloniale, esibendo non solo i resti dell'occupazione europea, ma anche l'ambiente marino naturale unico che ne ha attratto lo sfruttamento. Questo ambiente marino supporta anche una vita acquatica di eccezionale biodiversità: è un esempio eccezionale e fiorente di barriera corallina che crea un habitat unico per la vita, la crescita e la riproduzione del biota marino.                                                     |
|      | Orto botanico di Bogor                                                                                    | Bogor                                                                                            | Culturale (6353; ii, iv)          | 25/06/2018 | Poiché è il più antico giardino botanico del sud-est asiatico, l'orto botanico di Bogor ha conservato gli eccezionali valori universali delle piante, dei paesaggi, degli edifici, dei manufatti, delle scienze botaniche, della natura e degli ambienti per oltre 200 anni diventando anche un luogo che ha contribuito all'identità nazionale e allo sviluppo economico globale. Esso è anche il centro di ricerca per la botanica tropicale che ha portato a molte scoperte scientifiche che contribuiscono alla prosperità dell'umanità, tra cui la domesticazione della palma da olio. I giardini botanici di Bogor si distinguono per i numerosi progetti paesaggistici e architettonici, nonché per gli alberi del patrimonio che influenzano il sostentamento e l'urbanistica circostante. |
|      | Patrimonio della foresta tropicale di Sumatra - modificazione significativa del confine                   | Aceh, Bengkulu, Jambi, Lampung, Sumatra Meridionale, Sumatra Occidentale, Sumatra Settentrionale | Naturale (6694; viii, ix, x)      | 21/11/2023 | A fronte dell'esclusione di alcune aree già comprese nel sito iscritto nel 2004 nella Lista del patrimonio mondiale, le seguenti aree sono incluse per compensazione: parte della zona di protezione della riserva naturale di Rawa Singkil (55 821,79 ettari), due parti della zona di protezione della Riserva naturale di Barisan (46 486,29 ha e 2 505,03 ha) e parte della zona di protezione della Riserva naturale di Tarusan Arau Hilir sul lato del Parco nazionale di Kerinci Seblat (29 372,98 ha), e parte della Foresta protetta di Bungo-Jambi sul lato est del Parco nazionale di Kerinci Seblat (8 862 ha), e parte della Foresta protetta di Aceh (93 103,04 ha) nell'ecosistema Leuser.                                                                                          |